# شورد
شَوْرَد (الاسم العلمي: Cystopteris)، جنس نباتات خنشارية، برية، معمرة من فصيلة الشورديات

. تعرف بشكل عام باسم سرخس النُفّاخَة أو سرخس هش. أنها تنمو في المناطق المعتدلة في جميع أنحاء العالم. هذا جنس متنوع للغاية ويمكن أن يبدو أفراده مختلفين تمامًا داخل النوع الواحد، خاصة في البيئات القاسية حيث يعيق الإجهاد نموها. إنها تتهجن بسهولة مع بعضها البعض ويمكن أن يكون تحديد هوية الفرد أمرًا صعبًا. بشكل عام، هذه نباتات معمرة وجذرية تنمو في الصخور أو التربة. أوراقها ريشية الشكل، حيث تنقسم كل ورقة إلى أجزاء أصغر. عادًة ما يكون السدن مستدير ومغطاة بغطاء بثري منتفخ يشبه المثانة.